# Yūkō Takase
Yūkō Takase (japanisch 高瀬 優孝 Takase Yūkō; * 25. November 1991 in Yono, Präfektur Saitama) ist ein japanischer Fußballspieler.

## Karriere
Takase erlernte das Fußballspielen in der Schulmannschaft der Saitama Sakae High School und der Universitätsmannschaft der Chūō-Universität. Seinen ersten Vertrag unterschrieb er 2014 bei Omiya Ardija. Der Verein spielte in der höchsten Liga des Landes, der J1 League. Am Ende der Saison 2014 stieg der Verein in die zweite Liga ab. Für den Verein absolvierte er drei Ligaspiele. 2016 bis 2017 wurde er an den Ligakonkurrenten Thespakusatsu Gunma ausgeliehen. Für den Verein absolvierte er 39 Ligaspiele. 2018 wechselte er zum Ligakonkurrenten Roasso Kumamoto. Am Ende der Saison 2018 stieg der Verein in die zweite Liga ab. Für den Verein absolvierte er 38 Ligaspiele. 2020 wechselte er wieder zum Zweitligisten Thespakusatsu Gunma. Für Gunma stand er 23-mal in der zweiten Liga auf dem Spielfeld. Der Zweitligaaufsteiger Blaublitz Akita nahm ihn im Januar 2021 unter Vertrag.